# Strada Statale 72 di San Marino
De SS72, Strada Statale 72 of Strada Statale di San Marino is een vierstrooksweg in Italië. De weg is uitgebouwd tot autoweg. De SS72 begint in Rimini bij een kruising met de SS16. Daarna loopt de weg richting het zuiden. Na 500 meter volgt een aansluiting op de A14, de autosnelweg langs de Adriatische kust. Vanaf deze aansluiting is de weg uitgebouwd tot autoweg, totdat de weg bij het dorpje Cerasolo de grens met San Marino over gaat. In San Marino loopt de weg als Strada Statale Sanmarinese verder, maar de weg heeft daar geen nummer.